# Helldorado
《Helldorado》는 미국의 헤비 메탈 밴드 W.A.S.P.의 여덟 번째 스튜디오 음반으로, 1999년에 발매되었다. 2025년 eonmusic과의 인터뷰에서 블래키 롤리스는 이 음반의 사운드가 전작 《Kill Fuck Die》에 대한 반작용이었다고 밝혔다. 그는 다음과 같이 말했다. "《Helldorado》는 우리가 막 겪은 일에 대한 반란이었어요, 그렇게 말할 수 있다면요. "우리는 그곳으로 다시 돌아가고 싶지 않다, 우리는 그 구덩이 안으로 다시 돌아가고 싶지 않다. 우리는 나왔다, 우리는 축하할 것이다"라는 느낌이었어요. 그래서 《Helldorado》는 정말 그런 것이었어요. 자유를 되찾은 것, 삶을 되찾은 것에 대한 축하였죠."

## 배경
음반 제목은 악마의 자동차를 연상시키는 조어로, 밴드의 중심 인물 블래키 롤리스에 따르면 캐딜락 엘도라도를 비튼 것이다. 롤리스는 2001년의 인터뷰에서 "재미있는 음반으로 만들고 싶었다"며 "이전의 《Kill Fuck Die》가 정말 어두운 음반이었기 때문에 대조를 주고 싶었다"고 회상했다.

## 평가
| 평가 점수           | 평가 점수 |
| 출처                | 점수      |
| ------------------- | --------- |
| AllMusic            | [ 4 ]     |
| Chronicles of Chaos | 4/10      |
| Metal Rules         | 3.5/5     |
| Rock Hard           | 8.5/10    |

이 음반은 스웨덴 음반 차트에서 49위에 올랐으며, 《Still Not Black Inaf》 (1995년) 이후 4년 만에 처음으로 톱 60에 진입했다. 독일에서는 1999년 5월 31일자 음반 차트에서 59위를 기록했으며, 《The Crimson Idol》 (1992년) 이후 7년 만에 처음으로 톱 100에 진입했다.
스티브 휴이는 올뮤직에서 5점 만점에 2점을 주며 "1980년대 중후반 황금기보다 다소 무겁지만, 여전히 다른 밴드와 혼동할 수 없는 동일한 음악성을 보여준다"고 평했다. 또한 CD 저널의 미니 리뷰에서는 "이 음반에서 W.A.S.P.의 영혼이 빠른 로큰롤과 함께 되살아났다"고 평가했다.

## 곡 목록
모든 곡들은 블래키 롤리스에 의해 작사/작곡하였다.
| #   | 제목                                      | 재생 시간 |
| --- | ----------------------------------------- | --------- |
| 1.  | 〈Drive By〉                              | 0:55      |
| 2.  | 〈Helldorado〉                            | 5:05      |
| 3.  | 〈Don't Cry (Just Suck)〉                 | 4:16      |
| 4.  | 〈Damnation Angels〉                      | 6:27      |
| 5.  | 〈Dirty Balls〉                           | 5:19      |
| 6.  | 〈High on the Flames〉                    | 4:11      |
| 7.  | 〈Cocaine Cowboys〉                       | 3:57      |
| 8.  | 〈Can't Die Tonight〉                     | 4:04      |
| 9.  | 〈Saturday Night Cockfight〉              | 3:20      |
| 10. | 〈Hot Rods to Hell (Helldorado Reprise)〉 | 4:15      |